# L'inglese
L'inglese (The Limey) è un film del 1999 diretto da Steven Soderbergh.
È stato presentato fuori concorso al 52º Festival di Cannes.

## Trama
Wilson, un criminale inglese, esce di prigione sulla parola dopo aver scontato nove anni per una rapina. Una volta uscito da Londra si reca a Los Angeles, per scoprire cosa è successo alla figlia, morta in un incidente stradale, mentre lui si trovava in carcere. Per Wilson non si tratta di un semplice incidente, e cerca di trovare la verità, cercando colui che ritiene responsabile, Terry Valentine, spietato produttore discografico, di cui la figlia è stata l'amante.

## Regia
- Soderbergh ha utilizzato tecniche diverse per realizzare la pellicola, montando suono e immagini volutamente fuori sincrono.
- Per approfondire il personaggio di Wilson e soprattutto della sua giovinezza, il regista si è avvalso dei flashback, prendendo alcune immagini dal film di Ken Loach del 1967, Poor Cow, di cui Terence Stamp era uno degli interpreti.

## Titolo
- "Limey" è una parola di difficile traduzione, ma nello slang inglese, con Limey venivano definiti i marinai che mangiavano un'enorme quantità di agrumi per non ammalarsi di scorbuto. Nello slang statunitense, invece, è usato come termine dispregiativo nei confronti dei sudditi britannici.

## Riconoscimenti
- Satellite Awards 1999
  - Miglior attore in un film drammatico (Terence Stamp)